# Liste der Orden und Ehrenzeichen des Landes Berlin
Diese Liste beinhaltet alle Orden und Ehrenzeichen des Landes Berlin.
- Rettungsmedaille (Berlin) (1953)
- Verdienstorden des Landes Berlin (1987)
- Feuerwehr- und Katastrophenschutz-Ehrenzeichen (Berlin) (1978)
- Ehrenzeichen der Freiwilligen Polizei-Reserve (Berlin) (1984 bis 2002)
- Dankmedaille Elbehochwasser 2002 (2002)
- Berliner Ehrennadel (2006)
- Berliner Erinnerungsplakette zur Fluthilfe (2013)
- Ehrenzeichen für besondere Leistungen im Dienst des Polizeipräsidenten in Berlin und der Berliner Feuerwehr